# Hedwig Potthast
Hedwig Potthast, née le 5 février 1912 et morte le 22 septembre 1994, est la secrétaire et maîtresse du Reichsführer-SS Heinrich Himmler, avec qui elle a eu deux enfants.
Née en 1912, Hedwig Potthast travaille à partir de 1936 comme secrétaire pour Himmler, qui devient son amant en 1938. Elle démissionne en 1941, et par la suite a deux enfants avec Himmler. Après la guerre, Hedwig Potthast se marie et passe le reste de sa vie loin de la scène publique. Dans les entretiens qu'elle donne après-guerre, elle s’abstient de répondre aux questions au sujet de Himmler, de son implication dans les crimes de guerre commis par les Nazis ou à propos de ce qu'elle aurait pu en savoir. Elle meurt en 1994.

## Biographie

### Enfance et formation
Hedwig Potthast est née le 5 février 1912 à Cologne en Rhénanie du Nord-Westphalie. Son père est un homme d'affaires local. Après l'obtention de son Abitur à l'école secondaire, elle suit une formation de secrétaire qualifiée en langues étrangères. À la fin de sa formation en 1928, Potthast travaille à Coblence.

### Relation avec Himmler
Elle rencontre le Reichsführer-SS Heinrich Himmler par l'intermédiaire du baron Kurt von Schröder, l'un des fondateurs du Freundeskreis der Wirtschaft (en) (Cercle des amis de l'économie). En 1934, elle est employée à la Gestapo au siège de la Prinz-Albrecht-Straße à Berlin. Dès le début de 1936 jusqu'au début de 1941, Hedwig Potthast est la secrétaire privée de Himmler et dans cette fonction elle est particulièrement responsable des parrainages et des remises de prix effectués par Himmler.

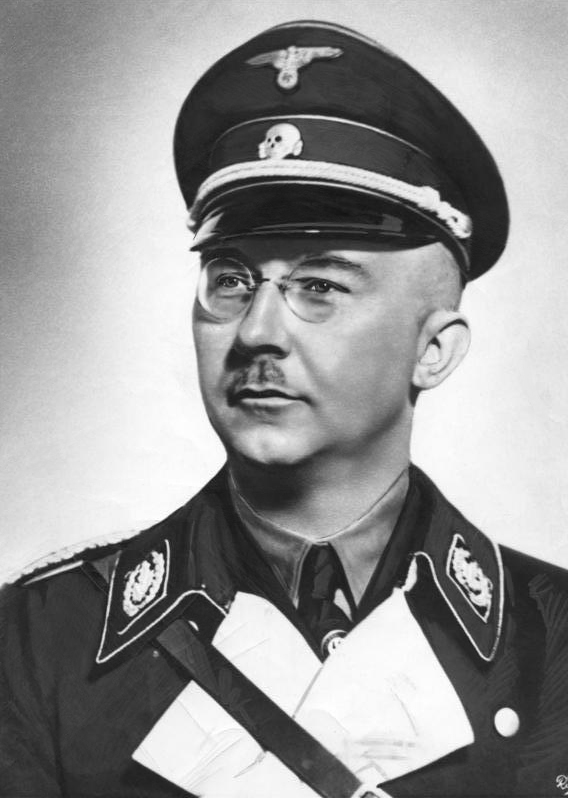
Le chef de la SS Heinrich Himmler est père de deux enfants avec Hedwige Potthast.

Himmler et Hedwig Potthast s'avouent leur amour l'un pour l'autre au moment de Noël, en 1938. Ils essaient de conserver une relation platonique, mais entament finalement une relation sexuelle. Himmler est marié avec Margarete Himmler depuis 1928, et ils ont une fille. Margarete Himmler apprend sa relation avec Hedwig Potthast en février 1941. Elle se sent humiliée et amère, tandis que les propres parents de Hedwig Potthast rejettent cette relation extraconjugale. Cette dernière s'installe d'abord  dans la forêt de Grunewald et à partir de 1943, vit à Brückentin (village de Wokuhl-Dabelow), près de la propriété d'Oswald Pohl dont l'épouse, Eleonor, est son amie. Lina Heydrich, épouse du bras droit de Himmler, Reinhard Heydrich, et Gerda Bormann (de), épouse de Martin Bormann, comptent également parmi ses amies. Par la suite elle vit à Berchtesgaden, en Bavière.
Hedwig Potthast a deux enfants avec Himmler. Helge, un fils né le 15 février 1942 au sanatarium de Hohenlychen, et Nanette-Dorothea, une fille née le 20 juillet 1944 à Berchtesgaden. La même année, Himmler emprunte 80 000 reichsmarks à la chancellerie du parti nazi et fait construire une maison pour Hedwig Potthast près de Berchtesgaden.
Peu de choses sont connues au sujet de la relation entre Himmler et Hedwig Potthast. Le couple se voit probablement rarement en raison des responsabilités de Himmler. Il est vraisemblable que ni Hedwig Potthast, ni Margarete Himmler ne soient informées de ses activités secrètes concernant la Shoah. Leur liaison se termine au début de 1945, leur dernière rencontre a lieu au milieu du mois de mars 1945 ; les deux anciens amants se téléphonent tous les jours jusqu'au 19 avril 1945.

### L'après-guerre
Quand la Seconde Guerre mondiale en Europe se termine, Hedwig Potthast est à Achensee, en Autriche et après avoir appris la mort de Himmler à la radio le 23 mai 1945, elle passe à la clandestinité, vivant temporairement avec Eleonore Pohl à Rosenheim, en Haute-Bavière. Vers juin ou juillet 1945, elle est arrêtée par des membres de l'Armée américaine et est interrogée pendant plusieurs jours à Munich. Margarete Himmler et sa fille, Gudrun Burwitz, apprennent l'existence des autres enfants de Himmler à cette époque-là. Quand cette dernière essaye de prendre contact avec eux, Hedwig Potthast refuse. Elle vit à Teisendorf et maintient le contact avec la famille de Gebhard, le frère aîné de Himmler, ainsi qu'avec Karl Wolff, ancien confident et ami intime de Himmler, jusque dans les années 1950.

### Dernières années
Hedwig Potthast se marie et prend un autre nom, celui de son mari. Son fils lutte avec la maladie tout au long de sa vie et reste avec elle ; sa fille devenant médecin. En 1987, dans un entretien avec Peter-Ferdinand Koch, ancien éditeur du Spiegel, Hedwig Potthast garde le silence à propos de la responsabilité de Himmler dans les crimes de guerre nazis. Elle meurt le 22 septembre 1994, à l'âge de 82 ans, à Baden-Baden en Baden-Württemberg.

## Sources

### Imprimées
- Katrin Himmler (trad. de l'allemand), Les frères Himmler : histoire d'une famille allemande, Neuilly-sur-Seine, David Reinharc, 2012, 351 p. (ISBN 978-2-35869-013-3).
- Peter Longerich (trad. de l'allemand), Himmler : biographie, Paris, Héloïse d'Ormesson, 2010, 916 p. (ISBN 978-2-35087-137-0).
- (en) James Wyllie, Nazi wives : the women at the top of Hitler's Germany, 2020 (ISBN 978-1-250-27156-3, 1-250-27156-8 et 978-1-250-81596-5, OCLC 1130375285, lire en ligne),
  - traduction en français : James Wyllie (trad. Sabine Rolland), Femmes de Nazis - Dans l'ombre de Goebbels, Goering, Himmler…, Paris, Alisio Histoire, 2020, 414 p. (ISBN 978-2-37935-120-4).

### En ligne
- « Himmler, Heinrich Luitpold », World War II Gravestone (consulté le 1er juin 2015).
- « The Nazi Party: Women of the Third Reich », Jewish Virtual Library (consulté le 1er juin 2015).